# 화원 정어사 철비
화원 정어사 철비는 대한민국 전라남도 해남군 화원면에 있다. 2010년 5월 26일 해남군의 향토문화유산 제18호로 지정되었다.

## 개요
이 철비는 1794년(甲寅년, 정조18)에 세워진 정만석 어사 선정비로 암행어사 정만석은 병자호란 시 마을에 흉년이 들어 주민들이 기근에 시달리자 구휼미 300석을 내주어 기근을 면하게 해 주었다.
이들 마을 주민들이 고맙게 여겨 쇠붙이를 모아 주물하여 철비를 만들었는데 비문에는 “御史鄭公晩錫永世不忘碑”라 되어 있다. 이곳에는 4기의 철비가 있었으나 일본인들에 의해 도괴되고 현재 2기가 남아 있으며 1기는 기단부(좌대)만 남아 있다.
비각은 정면, 측면 각 1칸의 맞배지붕 건물이다.
1990년대 중반 무렵 비각이 붕괴될 우려가 있어 중수보다는 복원을 하여야 한다는 뜻이 공의 후손과 종친회에 전달되어 후손과 해남군, 화원면민의 후원으로 면 복지회관 앞뜰로 이전하였다.